# Le Retour du mal
Le Retour du mal (hangeul : 빙의 ; RR : Bingui, littéralement « Possession ») est une série télévisée de thriller surnaturel sud-coréenne en seize épisodes de 67-74 minutes, créée par le studio Dragon et diffusée entre le 6 mars 2019 et 25 avril 2019 sur le réseau OCN.
Elle est également diffusée dans le monde depuis le 6 mars 2019 sur le réseau Netflix,,.

## Synopsis
Le policier Kang Pil-sung et la médium Hong Seo-jung luttent contre le fantôme du meurtrier exécuté vingt ans plus tôt…

## Distribution

### Acteurs principaux
- Song Sae-byeok : Kang Pil-sung
- Go Joon-hee : Hong Seo-jung
- Yeon Jung-hoon : Oh Soo-hyeok
- Jo Han-sun : Sun Yang-woo
- Gil Hae-yeon : Geum-jo, la mère de Hong Seo-jung
- Park Sang-min : Jang Choon-sub
- Gi Se-hyeong
- Cho Wan-gi

### Acteurs secondaires

#### Vingt ans plus tôt
- Jang Hyuk-jin : Kim Nak-chun
- Won Hyun-joon : Hwang Dae-doo

#### Au poste de police Sangdong
- Lee Won-jong : le capitaine Yoo
- Park Jin-woo : Choi Nam-hyun
- Kwon Hyuk-hyun : Kim Joon-hyung

## Production

### Musique
La Bande originale est composée par Hae Geun-young.

#### Listes de pistes
| * Part 1 (7 mars 2019) | * Part 1 (7 mars 2019)      | * Part 1 (7 mars 2019) | * Part 1 (7 mars 2019) | * Part 1 (7 mars 2019) | * Part 1 (7 mars 2019) | * Part 1 (7 mars 2019) | * Part 1 (7 mars 2019) | * Part 1 (7 mars 2019) | * Part 1 (7 mars 2019) |
| No                     | Titre                       | Auteur                 | Durée                  |                        |                        |                        |                        |                        |                        |
| ---------------------- | --------------------------- | ---------------------- | ---------------------- | ---------------------- | ---------------------- | ---------------------- | ---------------------- | ---------------------- | ---------------------- |
| 1.                     | Searching Me                | Sojung                 | 3:42                   |                        |                        |                        |                        |                        |                        |
| 2.                     | Searching Me (instrumental) |                        | 3:42                   |                        |                        |                        |                        |                        |                        |
| 7:24                   |                             |                        |                        |                        |                        |                        |                        |                        |                        |

| * Part 2 (15 mars 2019) | * Part 2 (15 mars 2019)       | * Part 2 (15 mars 2019) | * Part 2 (15 mars 2019) | * Part 2 (15 mars 2019) | * Part 2 (15 mars 2019) | * Part 2 (15 mars 2019) | * Part 2 (15 mars 2019) | * Part 2 (15 mars 2019) | * Part 2 (15 mars 2019) |
| No                      | Titre                         | Auteur                  | Durée                   |                         |                         |                         |                         |                         |                         |
| ----------------------- | ----------------------------- | ----------------------- | ----------------------- | ----------------------- | ----------------------- | ----------------------- | ----------------------- | ----------------------- | ----------------------- |
| 1.                      | What a Meaning (어떤 의미)    | The Barberettes         | 3:37                    |                         |                         |                         |                         |                         |                         |
| 2.                      | What a Meaning (instrumental) |                         | 3:37                    |                         |                         |                         |                         |                         |                         |
| 7:14                    |                               |                         |                         |                         |                         |                         |                         |                         |                         |

| * Part 3 (21 mars 2019) | * Part 3 (21 mars 2019)     | * Part 3 (21 mars 2019) | * Part 3 (21 mars 2019) | * Part 3 (21 mars 2019) | * Part 3 (21 mars 2019) | * Part 3 (21 mars 2019) | * Part 3 (21 mars 2019) | * Part 3 (21 mars 2019) | * Part 3 (21 mars 2019) |
| No                      | Titre                       | Auteur                  | Durée                   |                         |                         |                         |                         |                         |                         |
| ----------------------- | --------------------------- | ----------------------- | ----------------------- | ----------------------- | ----------------------- | ----------------------- | ----------------------- | ----------------------- | ----------------------- |
| 1.                      | Hold My Hand (잡아줘)       | Lee Ba-da               | 3:51                    |                         |                         |                         |                         |                         |                         |
| 2.                      | Hold My Hand (instrumental) |                         | 3:51                    |                         |                         |                         |                         |                         |                         |
| 7:42                    |                             |                         |                         |                         |                         |                         |                         |                         |                         |

| * Part 4 (28 mars 2019) | * Part 4 (28 mars 2019)      | * Part 4 (28 mars 2019) | * Part 4 (28 mars 2019) | * Part 4 (28 mars 2019) | * Part 4 (28 mars 2019) | * Part 4 (28 mars 2019) | * Part 4 (28 mars 2019) | * Part 4 (28 mars 2019) | * Part 4 (28 mars 2019) |
| No                      | Titre                        | Auteur                  | Durée                   |                         |                         |                         |                         |                         |                         |
| ----------------------- | ---------------------------- | ----------------------- | ----------------------- | ----------------------- | ----------------------- | ----------------------- | ----------------------- | ----------------------- | ----------------------- |
| 1.                      | Like That Day (그날처럼)     | Han Hee-jun             | 3:47                    |                         |                         |                         |                         |                         |                         |
| 2.                      | Like That Day (instrumental) |                         | 3:47                    |                         |                         |                         |                         |                         |                         |
| 7:34                    |                              |                         |                         |                         |                         |                         |                         |                         |                         |

| * Part 5 (4 avril 2019) | * Part 5 (4 avril 2019) | * Part 5 (4 avril 2019) | * Part 5 (4 avril 2019) | * Part 5 (4 avril 2019) | * Part 5 (4 avril 2019) | * Part 5 (4 avril 2019) | * Part 5 (4 avril 2019) | * Part 5 (4 avril 2019) | * Part 5 (4 avril 2019) |
| No                      | Titre                   | Auteur                  | Durée                   |                         |                         |                         |                         |                         |                         |
| ----------------------- | ----------------------- | ----------------------- | ----------------------- | ----------------------- | ----------------------- | ----------------------- | ----------------------- | ----------------------- | ----------------------- |
| 1.                      | Fly (날아)              | Na Go-eun               | 3:29                    |                         |                         |                         |                         |                         |                         |
| 2.                      | Fly (instrumental)      |                         | 3:29                    |                         |                         |                         |                         |                         |                         |
| 6:58                    |                         |                         |                         |                         |                         |                         |                         |                         |                         |

| * Part 6 (11 avril 2019) | * Part 6 (11 avril 2019)     | * Part 6 (11 avril 2019) | * Part 6 (11 avril 2019) | * Part 6 (11 avril 2019) | * Part 6 (11 avril 2019) | * Part 6 (11 avril 2019) | * Part 6 (11 avril 2019) | * Part 6 (11 avril 2019) | * Part 6 (11 avril 2019) |
| No                       | Titre                        | Auteur                   | Durée                    |                          |                          |                          |                          |                          |                          |
| ------------------------ | ---------------------------- | ------------------------ | ------------------------ | ------------------------ | ------------------------ | ------------------------ | ------------------------ | ------------------------ | ------------------------ |
| 1.                       | I’ll Be There                | Han Seung-hee            | 3:50                     |                          |                          |                          |                          |                          |                          |
| 2.                       | I’ll Be There (instrumental) |                          | 3:50                     |                          |                          |                          |                          |                          |                          |
| 7:40                     |                              |                          |                          |                          |                          |                          |                          |                          |                          |

| * Part 7 (18 avril 2019) | * Part 7 (18 avril 2019)       | * Part 7 (18 avril 2019) | * Part 7 (18 avril 2019) | * Part 7 (18 avril 2019) | * Part 7 (18 avril 2019) | * Part 7 (18 avril 2019) | * Part 7 (18 avril 2019) | * Part 7 (18 avril 2019) | * Part 7 (18 avril 2019) |
| No                       | Titre                          | Auteur                   | Durée                    |                          |                          |                          |                          |                          |                          |
| ------------------------ | ------------------------------ | ------------------------ | ------------------------ | ------------------------ | ------------------------ | ------------------------ | ------------------------ | ------------------------ | ------------------------ |
| 1.                       | When I Find You (잊지마…)      | Yun Kyu-sung             | 3:42                     |                          |                          |                          |                          |                          |                          |
| 2.                       | When I Find You (instrumental) |                          | 3:42                     |                          |                          |                          |                          |                          |                          |
| 7:24                     |                                |                          |                          |                          |                          |                          |                          |                          |                          |

| * Part 8 (19 avril 2019) | * Part 8 (19 avril 2019)  | * Part 8 (19 avril 2019) | * Part 8 (19 avril 2019) | * Part 8 (19 avril 2019) | * Part 8 (19 avril 2019) | * Part 8 (19 avril 2019) | * Part 8 (19 avril 2019) | * Part 8 (19 avril 2019) | * Part 8 (19 avril 2019) |
| No                       | Titre                     | Auteur                   | Durée                    |                          |                          |                          |                          |                          |                          |
| ------------------------ | ------------------------- | ------------------------ | ------------------------ | ------------------------ | ------------------------ | ------------------------ | ------------------------ | ------------------------ | ------------------------ |
| 1.                       | I Find You (날아)         | Seven O'Clock            | 3:28                     |                          |                          |                          |                          |                          |                          |
| 2.                       | I Find You (instrumental) |                          | 3:28                     |                          |                          |                          |                          |                          |                          |
| 6:56                     |                           |                          |                          |                          |                          |                          |                          |                          |                          |

| * Part 9 (24 avril 2019) | * Part 9 (24 avril 2019)     | * Part 9 (24 avril 2019) | * Part 9 (24 avril 2019) | * Part 9 (24 avril 2019) | * Part 9 (24 avril 2019) | * Part 9 (24 avril 2019) | * Part 9 (24 avril 2019) | * Part 9 (24 avril 2019) | * Part 9 (24 avril 2019) |
| No                       | Titre                        | Auteur                   | Durée                    |                          |                          |                          |                          |                          |                          |
| ------------------------ | ---------------------------- | ------------------------ | ------------------------ | ------------------------ | ------------------------ | ------------------------ | ------------------------ | ------------------------ | ------------------------ |
| 1.                       | Lunar Rainbow (달무지개)     | Jin-joo                  | 3:41                     |                          |                          |                          |                          |                          |                          |
| 2.                       | Lunar Rainbow (instrumental) |                          | 3:41                     |                          |                          |                          |                          |                          |                          |
| 3.                       | Cau Vong Anh Trang           | Jin-joo                  | 3:41                     |                          |                          |                          |                          |                          |                          |
| 11:03                    |                              |                          |                          |                          |                          |                          |                          |                          |                          |

### Fiche technique
- Titre original : 빙의
- Titre international : Possessed
- Titre français : Le Retour du mal
- Réalisation : Choi Do-hoon
- Scénario : Park Hee-kang
- Musique : Hae Geun-young
- Production : Song Jung-woo
- Société de production : Daydream Entertainment
- Sociétés de distribution : OCN (Corée du Sud) ; Netflix (monde)
- Pays d’origine :  Corée du Sud
- Langue originale : coréen
- Format : couleur - Dolby Digital - HD 1080i
- Genre : thriller surnaturel
- Durée : 67-74 minutes
- Dates de diffusion :
  - Corée du Sud : 6 mars 2019 sur OCN
  - Monde : 6 mars 2019 sur Netflix

## Accueil

### Audiences
À ce tableau, les nombres en bleu représentent des audiences les plus faibles et les nombres en rouge, les plus fortes.
| Épisodes | Date de diffusion originale | Audience    | Audience    |
| Épisodes | Date de diffusion originale | AGB Nielsen | AGB Nielsen |
| Épisodes | Date de diffusion originale | National    | Seoul       |
| -------- | --------------------------- | ----------- | ----------- |
| 1        | 6 mars 2019                 | 1.558%      | 1.785%      |
| 2        | 7 mars 2019                 | 2.650%      | 3.694%      |
| 3        | 13 mars 2019                | 2.190%      | 2.721%      |
| 4        | 14 mars 2019                | 2.263%      | 3.154%      |
| 5        | 20 mars 2019                | 2.135%      | 2.624%      |
| 6        | 21 mars 2019                | 2.312%      | 2.902%      |
| 7        | 27 mars 2019                | 1.906%      | 2.531%      |
| 8        | 28 mars 2019                | 1.966%      | 2.536%      |
| 9        | 3 avril 2019                | 1.880%      | 2.425%      |
| 10       | 4 avril 2019                | 1.676%      | 2.054%      |
| 11       | 10 avril 2019               | 1.565%      | 2.052%      |
| 12       | 11 avril 2019               | 1.621%      | 2.272%      |
| 13       | 17 avril 2019               | 1.466%      | 1.919%      |
| 14       | 18 avril 2019               | 1.488%      | 1.884%      |
| 15       | 24 avril 2019               | 1.402%      | 1.842%      |
| 16       | 25 avril 2019               | 1.858%      | 2.195%      |
| Moyenne  | Moyenne                     | 1.871%      | 2.412%      |